# Корона Августа ІІ

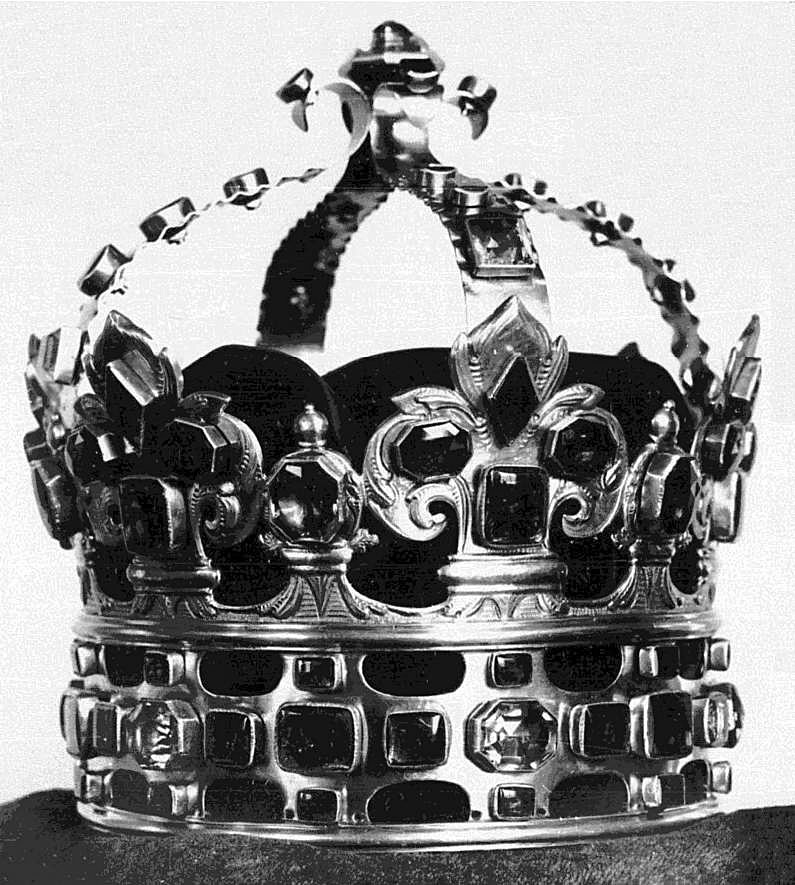
Корона Августа II, 1930-ті рр.

Корона Августа ІІ - королівська корона, виготовлена на замовлення курфюрста Саксонії Фрідріха-Августа І, для його коронації на короля Речі Посполитої. 
Корона була зроблена в 1697 році золотарем Фрайбурга Йоганом Фрідріхом Клеммом. Не була в ужитку.  
Корона Августа II зберігається в Дрезденському історичному музеї (Rüstkammer), Німеччина. 

## Історія
1697 р. після смерті короля Речі Посполитої, Великого князя Литовського, Руського, Київського, Волинського, Смоленського, Сіверського і Чернігівського Яна III Собеського сейм Речі Посполитої обрав новим королем Француа Луї де Бурбона.
27 червня 1697 року примас Польщі кардинал Радзійовський офіційно проголосив Француа Луї де Бурбон-Конті королем Речі Посполитої. Проте його суперник — курфюрст Саксонії Август I з будинку Веттінів, за підтримки Австрії та Московії, шляхом підкупу частини польської шляхти і введення до Польщі саксонського війська та загрози нападу зі сходу війська Петра І, зумів унеможливити коронацію Француа Луї.
Обидва претенденти на престол Речі Посполитої (Польща, Литва, Україна, Білорусь) не мали одностайної підтримки серед шляхти, та не могли провести церемонії коронації. У найважчий час, коли Фрідріх Август I, який не мав підтримки Архієпископа Польщі Михайла Радзійовського та більшості сенаторів, які керували Скарбницею Корони у Вавелі, де зберігались королівські клейноди, наказав підготувати замінники королівських клейнодів та привезти їх до Кракова.
Коли Фрідріх прибув до Речі Посполитої, то знайшов двох зрадників священників Олександра Виховського та Миколу Вижицького, які перед коронацією розбили стіну, потрапили до скарбниці й вкрали королівські коронаційні клейноди: коронку, жезл (скіпетр), меч та кулю (яблуко). Тому заміна клейнодів виявилась непотрібною.
Фрідріх був коронований, як Август ІІ - король Речі Посполитої, Великий князь Литовський, Великий князь Руський, Прусський, Мазовецький, Жмудський, Київський, Волинський, Подільський, Підляський, Інфлянський, Смоленський, Сіверський, Чернігівський, тощо.
Корона Августа II та інші нові королівські клейноди, що були виготовлені для церемонії коронації як короля Речі Посполитої виявились непотрібні. Август II залишив їх в себе, як приватні знаки.
У 18 столітті вони були передані до колекції коронних коштовностей Рюсткаммера, щоб саксонські піддані короля могли оглядати клейноди курфюрста під час відвідувань Дрезденського замку.

## Опис корони
Корона Августа II була виготовлена з позолоченого срібла, прикрашена кольоровою емаллю та напівкоштовним камінням і закрита чотирма дугами, а зверху оздоблена великим напівкоштовним каменем замість хреста. 
Королівська позолочена куля (яблуко) увінчане хрестом, прикрашеним напівкоштовним камінням. Жезл (скипетр) також скромний, позолочений, прикрашений зображеннями рослин. 
Королівський меч - вишуканий витвір, що закінчується тонко зробленою головою орла, оздобленого бірюзою та іншими дорогоцінними каменями. Також було виготовлені спеціально замовлені королівські коронаційні шати (мантія).
Ці коронаційні клейноди вважались зниклими з 19 століття. 1929 року були випадково знайдені під час опису складу придворного театру в Цвінґері.